# O Rei dos Álamos
O Rei dos Álamos é um romance do escritor francés Michel Tournier, publicado em 1970 pela editora Gallimard, e ganhador do Prêmio Goncourt no mesmo ano. 
A obra conta a história de vida de um homem muito particular, Abel Tiffauges, que procura dominar as suas obsessões. Ele sente-se protegido por uma força surnatural (quando o internato arde ou quando a segunda guerra inicia) e, feito preso pelos alemães e deportado para campos na fronteira polona-russa, sente-se finalmente capaz de realizar-se a selecionar crianças para a escola do Reich.
O Abel também desenvolve uma refleção profunda sobre os temas do "ogro", do "carregar" (phorie), desde o São Cristovão, o título do livro que, em francês, é igual ao poema do Goethe, Der Erlkönig (O Rei dos Elfos), até à própria morte a carreguar uma criança judia, e da "inversão" (em que a pureza está nos excrementes).
Foi publicado em Portugal pela editora Dom Quixote (coleção Ficção Universal) e pelo Círculo de Leitores (coleção Grandes autores contemporâneos) numa Tradução de Joana Morais Varela, em 1986.
Foi adatado para o cinema varias vezes, entre outros pelo Volker Schlöndorff em 1996 com o título Der Unhold (que significa O Demónio mas passou em Portugal com o nome O Guardião da Floresta).